# Völkershausen
Völkershausen är en ortsteil i staden Vacha i Wartburgkreis i förbundslandet Thüringen i Tyskland. Völkershausen var en kommun fram till 31 december 2013 när den uppgick i Vacha. Kommunen Völkershausen hade 1 176 invånare 2013.